# Region
Region bezeichnet in der Geographie und der Raumordnung ein anhand bestimmter Merkmale abgegrenztes Teilgebiet der Erdoberfläche. Eine Abgrenzung erfolgt üblicherweise nach Kriterien regionsinterner (z. B. landschaftlicher oder kultureller) Homogenität oder funktionaler Zusammengehörigkeit (bspw. der Einpendlerbereich einer Stadt), welche jedoch nicht immer räumlich präzise vorgenommen werden kann.
Darüber hinaus kann Region auch eine räumliche Einheit im hierarchischen Verwaltungsaufbau eines Staates bezeichnen, welche zwischen Stadt und Staat einzuordnen ist.

## Begriffsbestimmung

### Abgrenzung von Regionen

Regionsabgrenzung anhand funktionalräumlicher Zusammengehörigkeit: Die Schraffierung zeigt, dass es Gebiete gibt, die zwei Regionen gleichzeitig angehören. Die hier als „regionsfrei“ hell dargestellten Gebiete gehören lediglich keiner Metropolregion an, tatsächlich gehört wohl jedes Gebiet mehreren nach unterschiedlichen Kriterien umrissenen Regionen an.

Die Grenze zwischen den beiden Landesteilen (Süd-)Schleswig und Holstein innerhalb des Bundeslandes Schleswig-Holstein

Gängig zur Abgrenzung von Regionen sind zwei Kriterien, das Homogenitätskriterium und das Funktionalitätskriterium.
- Bei ersteren werden Gebietseinheiten zu homogenen Regionen zusammengefasst, welche einander hinsichtlich bestimmter Merkmale sehr ähnlich sind. Beispiele für solche Indikatoren sind eine gleiche Geologie, ein ähnliches Klima, oder ein ähnliches Einkommensniveau.
- Nach dem Funktionalitätsprinzip werden Gebietseinheiten zusammengefasst, welche miteinander nach bestimmten Indikatoren in besonders enger Verbindung bzw. wechselseitiger Abhängigkeit stehen. Beispiele für die Abgrenzung solch einer Region sind Verflechtungen sozioökonomischer (wie Pendlerzusammenhänge), politischer oder ökologischer Art.

Eine regionale Eingrenzung lässt sich immer mit einer Intention verknüpfen, die einen bestimmten Aspekt in den Vordergrund stellt; naturräumlich-geographische, kulturhistorische, ökologische, soziale und ökonomische Aspekte werden dabei unterschiedlich gewichtet und kombiniert. So werden z. B. Wirtschaftsregionen primär aus sozio-ökonomischer Perspektive mit dem Ziel definiert, Wertschöpfungspotenziale besser zu nutzen.
Die räumliche Maßstabsebene einer so eingegrenzten Region liegt stets jenseits der lokalen Ebene, kann aber bis hin zur überstaatlichen Ebene reichen (Weltregion). Dabei kann sie sowohl als Gebiet mittlerer Größe innerhalb einer politischen Grenzziehung liegen (sektoral-differenzierend) als auch diese (transnational/kommunal-integrierend) überschreiten bzw. auflösen.
Auch im hierarchischen Verwaltungsaufbau des Staates werden Einteilungen in Regionen (bspw. Region Hannover, Regionen in Frankreich) verwendet, welche typischerweise zwischen der Ebene der Gemeinden und des Staats oder seiner Gliedstaaten angesiedelt sind. Diese folgen häufig dem Funktionalitätskriterium, können aber aus Gründen der Datenverfügbarkeit oder aus Zweckmäßigkeitsüberlegungen auch davon abweichen. In der Raumordnung werden darüber hinaus Planungsregionen verwendet, deren Abgrenzung sich aus Planzielen ergibt.

### Region, Territorium, Gebiet
In der politischen Geographie werden Territorien wie Gemeinden, Landkreise, Länder, (National-)Staaten usw. im Westfälischen System allgemein mit bestimmten festgelegten – politischen – Grenzen der Verwaltungsgliederung assoziiert. Träger der Verwaltung sind dabei die jedem Territorium zugeordneten Gebietskörperschaften als juristische Personen des öffentlichen Rechts. Jedes kleinere Territorium bildet dabei in der Regel eine Teilmenge eines und nur eines größeren Territoriums, und es gibt klar definierte, rechtsverbindliche Grenzen zwischen den Territorien ohne Doppelzugehörigkeiten. Sozialgeographisch betrachtet sind Nationen allerdings unscharf vom Staaten-Konzept überlagert. Eine Region dagegen ist – sofern nicht selbst Bezeichnung eines Territoriums – häufig weniger scharf definiert.
Aufgrund dieser definitorischen Unschärfe wird der Begriff bevorzugt eingesetzt, wenn eine trennscharfe Abgrenzung bewusst vermieden werden soll, bspw. im Bereich mancher europäischer Kooperationsprogramme wie EUREGIO, INTERREG oder im Konzept des Europa der Regionen, aber auch z. B. im Fall von Modellregionen im Bereich der Wirtschaftsförderung oder Raumplanung.
Anders verhält es sich in der physischen Geographie. Dort, wo Regionssystematiken erstellt werden, wird versucht, eine exklusive Regionszugehörigkeit herzustellen (Klassifikationen). Um die eindeutige Zuordnung zu betonen, wird hier gerne auf politisch besetzte Bezeichnungen zurückgegriffen (wie Florenreich, Klimazone). Typisch für naturräumliche Regionen ist aber die Unschärfe der Ränder im Kleinmaßstab, so kann ein Gebiet einer Wasserscheide in zwei hydrographische Einzugsgebiete fallen, oder ein Geotop von zwei beieinanderliegenden geologischen Zonen geprägt sein.
In topografisch stark gegliederten Räumen decken sich landschaftliche, kulturelle und politische Regionen meist (etwa Täler–Talschaften–Gemeindegebiete), und auch die heutige politische Grenzziehung der Staaten folgt vornehmlich orografischen Linien (Flüsse, Wasserscheiden). In diesem Sinne stellt ein modernes Regionenkonzept einen Oberbegriff über Strukturen in natürlichen und anthropogenen, politischen und kulturellen geografischen Räumen dar.

### Sprachliche Verwendung
Verwirrung um den Begriff gibt es durch das englische Wort region, das viel spezifischer auch auf politische Gebilde angewendet wird, während dem deutschen Wort noch die starke Konnotation zum Begriff Landschaft, der im Sinne der Geographie nur einen Typus von Region darstellt, anhaftet (wobei das Wort „Landschaft“ selbst ursprünglich institutionell besetzt ist, und erst im Laufe der Neuzeit auf den Begriff Gegend übergeht). Italienisch regione entspricht überhaupt einer Verwaltungsgliederung über dem Begriff provincia (siehe Italien) – daher können sich auch hier durch Übersetzung Missverständnisse ergeben.
Eine andere sprachliche Verwirrung besteht im Zusammenhang mit der Unterscheidung zwischen „einer Region“ und „regional“. „Eine Region“, „Die Region“ (meist mit Name) ist, wie oben beschrieben, ein bestimmtes Gebiet mit einer absoluten geografischen Lage, „regional“ bezeichnet im Gegensatz dazu ein Gebiet mit relativer geografischer Lage, bezogen auf jemand oder etwas. „Regional“ erfordert daher im Gegensatz zu „eine Region“ nicht die Bestimmung eines absoluten geografischen Ausmaßes, die Festlegung einer absoluten Grenze, sondern eine relative Grenze, bezogen auf einen jeweiligen Standpunkt.
Die Bedeutungsunterscheidung unterliegt auch einer anhaltenden Bedeutungsverschiebung: „Regionale Einrichtungen“ können sowohl „regional“ sein bezogen auf einen jeweiligen Standpunkt, oder aber auch „Einrichtungen einer Region“.

### Begriffsfeld der Raum- und Regionsbezeichnungen
Das Wort Region selbst steht etymologisch zur Wurzel lateinisch regere ‚leiten, dirigieren‘, und ist ursprünglich stark organisatorisch besetzt, hat sich aber bedeutungsgewandelt und dabei sogar mit dem Wort Territorium die Stellung getauscht, das zu terra ‚Erde, Land‘ steht und primär landschaftlich gedacht war. In den romanischen Sprachen hat regio seine verwaltungstechnische Bedeutung erhalten (Region (Frankreich), Italienische Regionen).
Bezeichnungen für Regionen (Begrifflichkeiten wie Choronymika, geographische Raum-/Landschaftsnamen) leiten sich ab aus unterschiedlichen Thematiken:
1. Administrative und politischen Herrschaftsstrukturen (Verwaltungsgliederung)
  - Distrikt zu lateinisch distringere ‚beanspruchen, festnehmen‘
  - Exklave, Enklave von französisch en-/exclaver zu lateinisch clavis ‚Schlüssel‘ (vergleiche Klause (Engpass) zu claudus ‚verschlossen‘)
  - Gebiet von gebieten
  - Gegend (nhd., frühestens mhd., Lehnbildung zu contrata regio ‚das gegenüberliegende Gebiet‘, analog engl. country)
  - lant: Landschaft, historisch zu -schaft ‚das Verfasste‘, also verwaltungsmäßig, heute vorrangig auf Naturräume beschränkt, ursprüngliche Bedeutung in Land ‚Staat‘, und Raumnamen wie in Deutschland, Niederlande, Estland usf., Holland, Ländle, Litschauer Ländchen
  - provincia ‚Zuständigkeitsbereich eines Amtes‘, dann speziell die territoriale Kompetenz: Provinz – Eigenname: Provence
  - rîhhi (germ., ahd.): Reich ‚das einem Herrscher zustehende Gebiet, einem Herrscher unterstehend‘ − Frankreich, Österreich (unklare Etymologie vergleiche Ostarrichi)
2. der Erd- bzw. Geländebeschaffenheit
  - Areal, verwandt mit arid ‚irden, trocken‘ (vergleiche Territorium)
  - Ecke (‚Eck‘) und Winkel (ahd. winkil, mhd. winkel ‚das Ein-‘ oder ‚Herausspringende (Gebiet)‘, zu Winkel) – meist abgelegene Regionen (wie Lamer Winkel, Rupertiwinkel)
  - Landschaft, Landstrich (siehe lant)
  - terra, lateinisch ‚Erde, Erdbereich: Land, Gegend‘ (wurzelverwandt mit torridus ‚trocken, dürr‘, dt. Durst, vergleiche Areal): Territorium (heute politisch besetzt, vergleiche aber speziell Terrain ‚Geländeabschnitt‘)
  - Revier (aus dem romanischen/mittellateinisch, vergleiche italienisch riviera, span. ribera, provenzal ribeira, franz. rivière, zu lateinisch riparia ‚Ufergelände, Ufergegend‘) – Riviera (IT), Riviera (TS)
3. in Bezug zur Vermessung und Vermarkung:
  - Bezirk (lateinisch circulus ‚Kreis‘), vergleiche auch lateinisch orbis in derselben Bedeutung
  - mark (germ.) ‚das Abgegrenzte‘ (vergleiche Marke ‚Zeichen‘, Markierung) vergleiche Gemarkung (Flurstücke); Feldmark (‚gemeinschaftlich genutztes Land‘): historisch marchia, Mark, insbesondere Grenzmark (mittelalterliche Herrschaft des Grenzgrafen): Dänemark, Steiermark, Windische Mark
  - Kanton (aus dem französischen canton ‚Ecke, Bezirk‘, dies aus gleichbedeutend italienisch cantone, zu canto ‚Ecke, Winkel‘, vgl. Kante)
  - Kreis (ahd. creiჳ (chreiჳ), mhd. kreiჳ ‚das Umfeld (eines Mittelpunkts)‘)
  - regio lateinisch ‚Richtung, Grenzlinie, Gegend, Gebiet‘, verwandt zu rectus ‚Recht, Verwaltung, Herrschaft‘ (cf. rex ‚König‘ usf., dt. Reich, Recht, rechts, richtig, aufrichten, Regent); Region deutsch ab dem 15. Jahrhundert.
  - Sektor (lateinisch ‚das (heraus) Geschnittene‘, vergleiche Kreissektor)
  - Viertel
4. aus einer sonstigen Metaphorik
  - Zone (griechisch ‚Gürtel‘)
5. unklarer Herkunft ist:
  - Gau ‚Landstrich‘ (schon ahd.), auch Gäu

## Beispiele für Regionen
Die folgende Unterteilung will die Vielfalt an Intentionen für regionale Eingrenzungen anhand dieser Aspekte überschaubar strukturieren und nachvollziehbar machen. Die Einordnung der Regionen geschieht unter der Annahme, dass der entsprechende Aspekt für die jeweilige Intention die bedeutsamste Rolle spielt; z. B. Wirtschaftsregionen unter „Ökonomisch definierte Regionen“. Die anderen Aspekte werden ebenso in ihrer Bedeutung erfasst und dienen manchmal als Anker für kritische Reflexionen. So kann die primär ökonomische Intention bei einer Wirtschaftsregion aus ökologischer und sozialer Perspektive Kritik hervorrufen (Zerstörung von Landschaften, Migrationsströme, Besiedlungsdichte usw.).

### Wissenschaftlich definierte Regionen

#### Naturräumlich-geographische Regionen
Bei den Naturräumen stehen geomorphologische, geologische, hydrologische und bodenkundliche Kriterien im Vordergrund, um zum Teil grenzübergreifende Gebietseinheiten anhand bestimmter Merkmale zu definieren (Physische Geographie mit ihren Teilfächern). Sie werden zudem in ihrer kulturhistorischen Bedeutung erforscht, also ihre Siedlungsgeschichte in der Siedlungsgeographie, ihre verkehrstechnischen Aspekte (Verkehrsgeographie) und bei der Zuordnung von Naturschutz- (Ökologisch definierte Regionen) und Tourismuskonzepten (Tourismusgeographie) verwendet.

#### Geologische Regionen

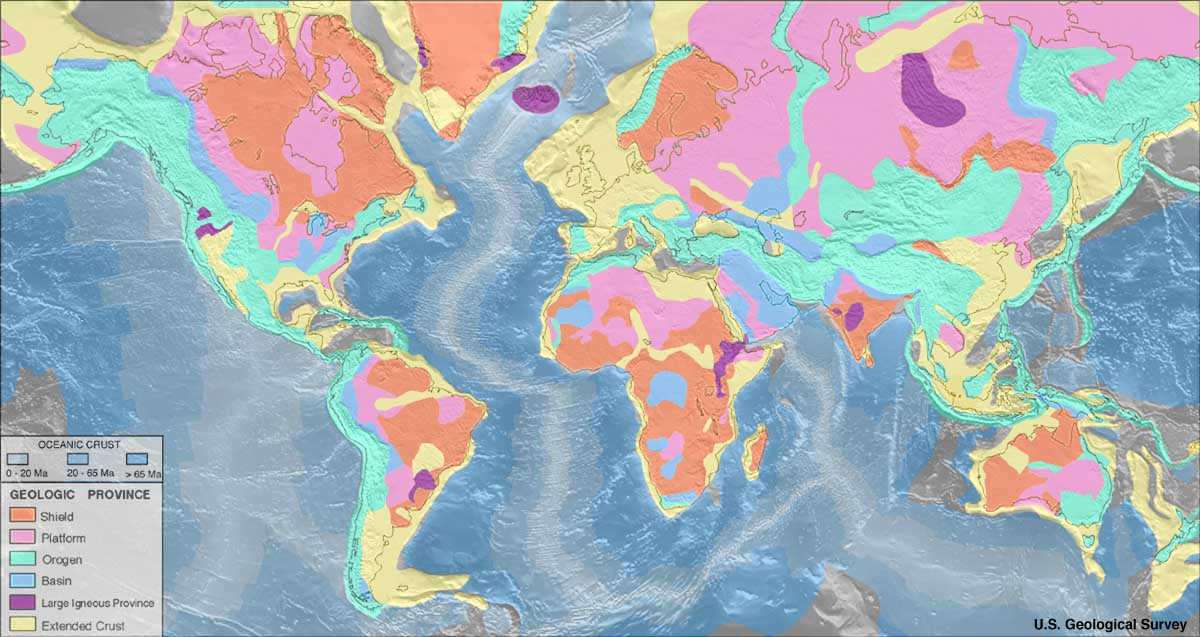
Die geologischen Provinzen oder Großregionen der Erde

In der Geologie findet sich nach Coffin und Eldholm (1992) eine Einteilung in geologische Provinzen, die Schilde, Kontinentalplatten und -schilde, Orogene und Bergländer, Becken und kontinentale Erdkruste sowie Large Igneous Provinces (LIP) umfasst.
Daneben finden sich zahlreiche andere Regionalisierungen des tektonischen, geophysikalischen und petrologischen Aufbaus der Erdkruste, etwa durch physikalisch-geologische Exploration des Untergrunds oder die Untersuchung von Störungszonen oder gesteinskundlichen Aufschlüssen an der Erdoberfläche.

#### Durch Humanwissenschaften definierte Regionen
In den Humanwissenschaften gibt es eine historisch gewachsene Kontinuität von Regionsbezeichnungen. Sie dienen als grobe geographische Markierung zur Rekonstruktion bedeutsamer Phasen der Menschheitsgeschichte. So haben sich etwa zur Erforschung der neolithischen Revolution Begriffe wie Levante und Fruchtbarer Halbmond etabliert.
Regionen können auch durch soziokulturell gewachsene Bindung wie Sprachen, Dialekte oder eine regionale Küche definiert sein (Kulturgeographie).
Die Regionalgeschichte weist auf den konstruierten Charakter von Regionen hin und betont damit auch die Prozesshaftigkeit und das Veränderungspotential, das bei allen Raumbildungen vorhanden ist. Viele Regionen sind nicht natürlich vorgegeben, sondern wandelbar und wurden durch menschliche Vorstellungen und Handlungen erschaffen.
Ökologische, ökonomische und soziale Perspektiven führen zu ergänzenden Fragestellungen und bilden das gesamte Bedeutungsspektrum der Region ab. So ist aus ökologischer Sicht der langfristige Einfluss unserer kulturellen Schaffensprozesse auf Landschaft und Naturraum interessant, um nachhaltige Bewirtschaftungsformen entwickeln und bewahren zu können (Bodenbearbeitung, Wasserwirtschaft, Siedlungsbau …). Wirtschaftshistorisch wird nach Struktur und Umfang alter Währungs- und Handelssysteme gefragt (Geldwesen, Handelswege, Prosperität …), und Soziologen suchen Hinweise auf politische Strukturen und sozialem Habitus alter Ethnien (politische Ordnung, Sprache, Kleidung, Zusammenleben …).
Weitere Beispiele können aus den obigen naturräumlich-geographischen Regionen gewonnen werden.

### Politisch-administrative Regionen
Die Bildung und Abgrenzung von staatlichen Untergliederungen wie etwa Regierungsbezirken, aber auch neuer stadtregionaler Gebietskörperschaften wie der Region Hannover oder der Städteregion Aachen ist politisch bestimmt. In intakten Demokratien wird über Gebietsreformen in der Regel durch Parlamente bzw. durch die stimmberechtigte Bevölkerung in Referenden entschieden. Die innerstaatliche Verwaltungsgliederung ist Untersuchungsgebiet der politischen Geographie.
Die EU hat, ausgehend von den nationalen Definitionen von Territorien, ein System von statistischen Regionen entwickelt, die NUTS-Regionen. Entwicklungsregionen, wie die des LEADER-Programms, oder Großverbände wie die Alpenkonvention sind Zusammenschlüsse von Gemeinden oder Bezirken zu einer Region ohne die Merkmale eines Territoriums. Dezidiert auf staatenübergreifende kommunale Zusammenarbeit ausgerichtet sind die Regionen des INTERREG-Konzepts.
Zusammenschlüsse auf supranationaler Ebene sind Konzepte wie die ASEAN (Verband Südostasiatischer Nationen) oder NAFTA (Nordamerikanische Freihandelszone), in denen sich Staaten einer Großregion der Erde zu einem Interessensverbund organisieren.

#### Regionen im Rahmen der Wirtschaftspolitik
Im Zuge der weltwirtschaftlichen Herausforderungen werden heute bestimmte Wirtschaftsregionen definiert. Hierbei untersucht man wirtschaftsgeographische Themen in Kontext anderer geographischer Aspekte.
Aus regionalökonomischer Sicht geht es entweder um die Förderung strukturschwacher Randregionen oder wirtschaftlicher Problemzonen, etwa über Strukturfonds.
Bei der Abgrenzung von Metropolregionen bilden Ballungsgebiete einen Kern, der auf ein weiteres Umland wirtschaftlich ausstrahlt und mit diesem in Verbindung steht. Die Abgrenzung solcher Regionen überschreitet in der Regel hergebrachte politisch-administrative, landsmannschaftliche und physisch-geografische Grenzen. Die wirtschaftliche Globalisierung verstärkt den Druck auf einzelne Länder sich dahingehend umzustrukturieren.
Während die Europaregionen eher einer übergeordneten Wirtschaftspolitik zuzuordnen sind, setzt das Konzept Europa der Regionen eher auf Eigenständigkeit. Man verspricht sich davon eine effektivere und effizientere regionale Verwaltung mit mehr Sachkompetenz und Bürgernähe, eine Stärkung der Wettbewerbsfähigkeit und der Infrastrukturen der Regionen und die Verwirklichung der Grundsätze der Subsidiarität. Zur Umsetzung eigenständiger Regionalentwicklung wird auch der Einsatz von Regionalwährungen erprobt und diskutiert.
Weitere bedeutende wirtschaftliche Region sind die Tourismusregionen, die auf gemeinsame Infrastruktur und Vermarktung ausgerichtet sind.

#### Raumordnungs- und entwicklungspolitisch definierte Regionen
Eine zunehmend wichtigere Gruppe sind die Planungsregionen, in denen vielfältigste Aspekte – neben Wirtschaft, aber durchaus zur Förderung derselben – zugrunde gelegt werden. Dazu gehören etwa Verkehrsverbünde zum Aufbau gemeinsamer Verkehrsinfrastruktur oder das EU-LEADER-Programm zur Förderung strukturschwacher Gebiete. Auch in Entwicklungsländern werden aus entwicklungspolitischen Gründen Landesteile zu Entwicklungsregionen zusammengefasst.

#### Ökologisch definierte Regionen
Prototyp der Regionen der ökologischen Intention, wissenschaftlich wie politisch, sind die Schutzgebiete in Natur- und Umweltschutz: Hier werden durch den Gesetzgeber Grenzen definiert, die sich in Folge auch in der Natur – allein durch die unterschiedlichen Kriterien innerhalb und außerhalb des Schutzgebietes – verfestigen. Durch das Konzept der Pufferzone wird dieser Nachteil wieder auszugleichen versucht.
Im Zusammenhang mit dem geänderten Ökologiebewusstsein gibt es Bestrebungen und Initiativen zur Gestaltung von Ökoregionen. Hier stehen viele Aspekte nebeneinander: Ökologische Landwirtschaft, Förderung regionaler Wertschöpfungsketten und des Tourismus, Schaffung einer ausreichenden Beschäftigungsstruktur, Einsatz sanfter Technik, sowie die Bewahrung von Vielfalt und damit Steigerung der Lebensqualität. Dazu gehören die Biosphärenreservate der UNESCO und auch die Umsetzung der lokalen Agendaprogramme der EU.
Ein weiteres Beispiel ist der Ruf nach gentechnikfreien Regionen, um die Risiken des Einsatzes gentechnisch veränderten Saatgutes ins Bewusstsein der Bevölkerung zu bringen. Hier wird das Spannungsfeld sozialer, ökologischer und ökonomischer Aspekte besonders deutlich; ernährungsphysiologische Fragen und Sorge um biologische Vielfalt stoßen auf wirtschaftspolitische und profitorientierte Interessen.